# Osokorivka, Sînelnîkove
Osokorivka (în ucraineană Осокорівка) este un sat în comuna Varvarivka din raionul Sînelnîkove, regiunea Dnipropetrovsk, Ucraina.

## Demografie
Componența lingvistică a localității Osokorivka
     Ucraineană (86,08%)
     Rusă (8,86%)
     Română (1,27%)
Conform recensământului din 2001, majoritatea populației localității Osokorivka era vorbitoare de ucraineană (86,08%), existând în minoritate și vorbitori de rusă (8,86%) și română (1,27%).